# 美国陆军第11空降师
第11空降師（英語：11th Airborne Division）是美國陸軍的一支现役的師級部隊，由一個傘降步兵團和兩個滑翔步兵團組成，1944年6月前往太平洋戰場，12月時在雷伊泰島進行第一次戰鬥，1945年1月參與進攻呂宋島的作戰，包含最初的登陸、大雅台嶺空降、解放馬尼拉、突襲洛斯巴尼奧斯拘留營等一系列的行動。1945年前往日本作為佔領軍4年後返回美國本土擔任訓練部隊，1958年解編。2022年復編，作為美國陸軍專精於高緯度與高寒地作戰的部隊。
1963年2月1日，第11空降師短暫地重新啟用，成為第11空中突擊師，以研究直升機突擊戰術的理論和實用性，於1965年6月29日停用。
2022年6月6日，美國陸軍在阿拉斯加正式重啟第11空降師番號，由美陸軍阿拉斯加指揮部改編而成，負責指揮所有駐防阿拉斯加的美國陸軍兵力，當年被稱為「藍天使之翼」的單位章，重新啟用後還加註「空降」與「北極」，凸顯單位性質。被編入第11空降師的兩個旅：原第25步兵師第1史崔克旅級戰鬥部隊，以及原第25步兵師第4步兵旅級戰鬥部隊（空降），也正式改編為第11空降師第1步兵旅級戰鬥部隊，與第11空降師第2步兵旅級戰鬥部隊（空降）。未來，第11空降師將成為美國陸軍面對高緯度與高寒地作戰的勁旅，並且配備更多在極地作戰所需的裝備，進而讓該師能符合美陸軍2021年公布的新版北極戰略需求，成為極地兵力投射的急先鋒。

## 歷史
第11空降師於1943年2月25日在在北卡羅來納州的麥卡爾營正式啟用，由約瑟夫·史溫少將指揮，下轄第511傘降步兵團、第187滑翔步兵團、第188滑翔步兵團，共有8,321人，這人數在二戰時大約是一個美國步兵師的一半。

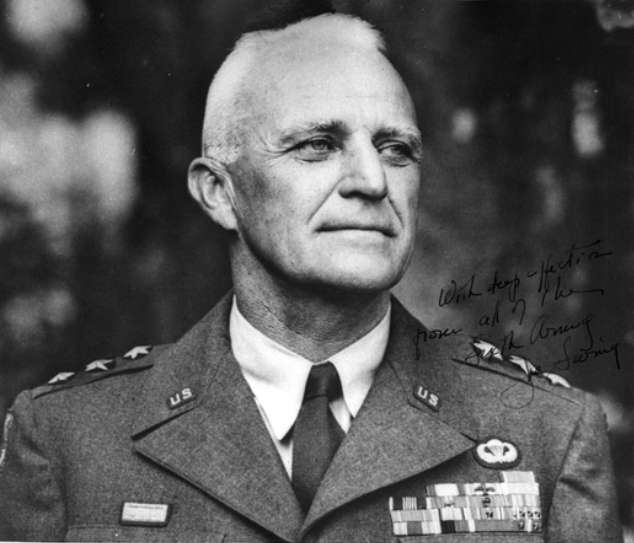
約瑟夫·史溫中將，曾在第二次世界大戰期間擔任第11空降師指揮官。

### 雷伊泰島
1944年1月，第11空降師利用火車從麥卡爾營移動至路易斯安那州波克營，進行四個星期的戰鬥準備。4月先前往加州史通曼營，然後在5月至6月時轉移至巴布亞紐幾內亞米恩灣，6月到9月之間持續進行空降訓練及適應環境，在杜波杜拉機場和附近叢林周遭跳傘。11月11日在海軍運輸船的護航之下出發，於18日到達菲律賓雷伊泰島，隸屬第二十四軍，雖然是空降部隊，卻是以步兵師的方式投入作戰。第11空降師被命令接防在Burauen-La Paz-Bugho地區的第7步兵師，打擊在該地區的日本軍隊，並保護第二十四軍的機場與補給。
約瑟夫·史溫少將命令第187滑翔步兵團負責保護第二十四軍的後方設施，第188滑翔步兵團負責第11空降師的後方以及戰鬥巡邏，掃蕩該地區的任何敵軍。第511傘降步兵團負責攻擊作戰區的日軍編隊，並在11月28日接替第7步兵師。第511團在日軍的抵抗下進度緩慢，而且缺乏地圖以及暴雨，前進的同時補給也越來越困難，第11空降師只好大量空投食物和彈藥。
12月6日，日軍嘗試進行兩次小規模的空降，第一次是派出少量的日本空降兵佔領獨魯萬市和杜拉格的幾個美國機場，但由於三架飛機連同士兵被擊落而導致失敗，第二次較大的突襲是約30架運輸機組成，在損失慘重的情況下將少量部隊空降到布勞恩機場，這是第11空降師部的所在地，這場襲擊造成5架L-5哨兵式聯絡機和1架C-47運輸機被毀，日本空降兵則被一支由炮兵和工兵組成的臨時戰鬥小組殲滅。
第511傘降步兵團在接受第187滑翔步兵團第2營的增強後，持續緩慢地挺進。12月17日，第511團突破日軍防線，到達雷伊泰島的西部海岸線，並連通了第32步兵師的部隊。

菲律賓地圖，可以看到雷伊泰島（Leyte）與呂宋島（Luzon）。

### 呂宋
1月22日，第187和第188滑翔步兵團走海路進攻呂宋島，第511傘降步兵團則搭乘C-46運輸機前往民都洛。1月31日拂曉，第188團在納蘇格布附近發動兩棲突襲，在海軍彈幕以及A-20浩劫攻擊機、P-38閃電式戰鬥機掩護下在僅面對日軍輕微反擊的情況下建立了灘頭堡。第188團迅速的鞏固納蘇格布的安全後，第1營沿著第17號公路推進，以破壞日軍在內陸建立防禦工事的時間，第2營第二營向南移動，越過Lian河保護第11空降師的右翼。到了上午10點半，第188團已經深入到呂宋島南部，並為第187團登陸創造空間。下午2點半之前抵達Palico河，並在日本戰鬥工兵破壞前保護一座橋梁。
沿著通往Tumalin的17號公路推進，日軍開始加強反擊。午夜時由第187滑翔步兵團接手指揮，兩個滑翔步兵團在簡短的休息後準備攻擊日軍主要防線，這是由壕溝相連的碉堡以及地穴所組成，有著數百名步兵以及火炮支援。2月1日上午9點，美軍開始進攻，中午時已經突破了日本的第一道防線，接下來一整天都是在清理戰場。2月2日上午，第二道防線也被突破，第188團於午夜時突破第三道防線。這時候一支師屬偵察排出現在大雅台嶺附近，這是第511傘降步兵團首次戰鬥降落的預定地點。

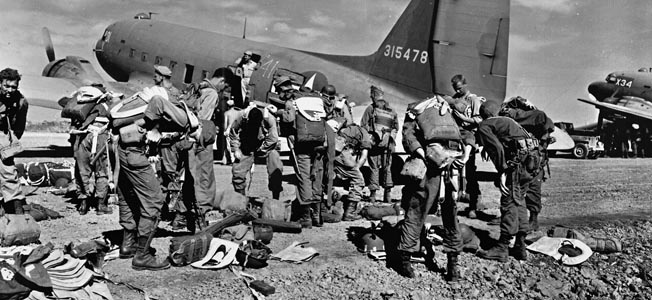
第511傘降步兵團的士兵為大雅台嶺上的戰鬥跳傘作準備。

第511傘降步兵團的空降行動原定於2月2日進行，但約瑟夫·史溫少將堅持只有在地面部隊能為其提供支援的時候，才能進行空降，而日軍的頑強反擊拖延了這次作戰。由於只有48架C-47運輸機可用，第511團被迫分成三波，第一波為第2營和第3營的一半，第二波為剩餘的部隊，第三波為第457傘降野戰砲兵營。
2月3日上午3點，第一波部隊登上運輸機，七點離開民都洛，在P-61戰鬥機的護送下，到達呂宋島沿著17號公路前往大雅台嶺。大雅台嶺是一個寬闊地區，長約1,800公尺，寬約3,700公尺，有部分耕地，該地區日軍已經被當地菲律賓士兵以及游擊隊清除。上午8點15分，第一波915人中只有345人成功地跳傘進入了降落區，另外570人過早跳傘且降落在降落區東方7,300公尺處，而第二波也遇到相同問題。整個2月3日只有425成功降落，其餘1,325人零星著陸。但整個團還是在第一波降落後的五個小時內完成集結。
克服小規模的日軍抵抗後，第511團於下午3點聯繫上了第187團和第188團，整個第11空降師再次集結為一個編隊，開始向馬尼拉推進，下午9點時抵達帕拉尼亚克河。這時候馬尼拉受到Genko線的保護，Genko線是沿著馬尼拉南部邊緣伸展的日本主要防禦帶，有大約1200座碉堡，安裝了艦炮、大口徑迫擊砲、重型防空武器、機槍巢和由海軍炸彈製成的誘殺裝置，共有6,000名日本士兵固守著這項防禦工事。
第11空降師被命令突破Genko線並攻入馬尼拉，與其他從北方進攻馬尼拉的美軍部隊聯繫起來，三個團全部發動了進攻。2月5日，由第511傘降步兵團率先進攻，克服了激烈的抵抗突破了日軍的陣地，接著由第188滑翔步兵團接手，第188團面對激烈的敵軍向西反擊時，第511團改變進軍方向，試圖從南方進城。2月11日，第11空降師滲透了尼柯爾斯機場，這是Genko線的中樞機場，配有大量的艦砲以及碉堡。在2月12日上午進行短暫的砲擊後，第187團第2營襲擊了機場的西北角，而第187團第1營和整個188團從南面和東南角攻入。這次箝制運動成功佔領了機場，雖然遭到局部的反擊，但到了夜幕降臨時，已經成功鞏固了尼柯爾斯機場。次日，第11空降師向威廉·麥金利堡進軍，這是日本海軍少將岩淵三次防衛呂宋島的總部。
2月15日，第187滑翔步兵團第1營與其他美軍部隊一起對Mabato角發動了進攻。這是一個極為堅固的陣地，採取了與Genko防線相同的防禦措施，進行六天的艱苦戰鬥，發動多次空襲，頻繁使用凝固汽油彈和重型火砲。這場戰鬥使美軍造成重大傷亡，尤其是日軍引爆許多埋下的深水炸彈。2月17日，第11空降師的其餘部隊加入戰鬥，第511傘降步兵團率先攻入，2月18日，清除所有日軍。至於在馬尼拉，零星的戰鬥一直持續到3月3日。

### 洛斯巴尼奧斯
日軍在呂宋島上關押了許多平民囚犯，散佈在整個島上的各個拘留營，其中最大的是位於洛斯巴尼奧斯（LosBaños）的菲律賓農業學院，在馬尼拉東南約46公里處。麥克阿瑟於2月3日向第11空降師下達了前往洛斯巴尼奧斯營救平民的任務，但第11空降師在Genko線附近的持續作戰使其當時無法給予任何資源，只能進行情報收集。
在一群游擊隊的協助下，2月21日晚上，師級偵察排在湖中收集了十個獨木舟，儘管航行困難，偵察排還是於次日凌晨2點在洛斯巴尼奧斯附近上岸，並在鞏固傘兵的降落區之後，隱藏在營地附近的叢林中。2月23日上午7點，第511傘降步兵團第2營B連搭乘10架C-47運輸機起飛，很快地通過降落區，在偵察排和游擊隊的掩護下攻入拘留營到了7點30分，日本守軍已經被擊敗。美軍準備撤離，第511團的另外兩個連與履帶登陸車已經在湖岸邊待命，第一支疏散隊伍大約在10點離開，B連、偵察排、游擊隊留在後方斷後，平民在11點30分時完成撤離，最後傘兵大約在15:00離開。這次任務最後成功解救2147位平民。

### 呂宋南部與阿帕里
同樣在2月23日，第11空降師被分配給美國第六軍團，負責打擊呂宋部南部的日軍編隊。次日開始向南移動，第187滑翔步兵團和第511傘降步兵團並排前進，約瑟夫·史溫少將將第188滑翔步兵團抽離出來，為了消除所有仍在馬尼拉灣南岸皮科德洛羅山（Pico de Loro hills）中的日軍部隊。在高山地區進行作戰非常困難，許多日本部隊選擇戰鬥至死而不是投降。呂宋島南部的所有的有組織抵抗於5月1日結束。

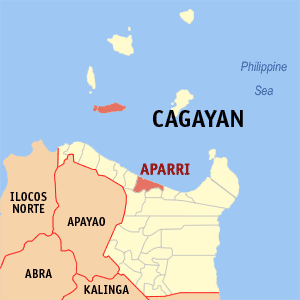
卡加延地圖，可以看到阿帕里（Aparri）的位置。

第11空降師的下一次行動於6月23日在呂宋島北部的阿帕里進行，當時這裡剩下最後一支日軍部隊。第11空降師在阿帕里以南約16公里處的Camalaniugan機場投下一支營級規模的戰鬥隊伍，然後向南推進，消除所有的日本抵抗力量，直到與第37步兵師聯繫起來，日本的抵抗很強硬，迫使空降兵依靠火焰噴射器掃蕩沿途的掩體和防禦工事，這是第11空降師對第二次世界大戰的最後作戰行動。

### 佔領日本與訓練
第11空降師原本要進攻日本本土，擔任第六軍團的預備力量，但日本投降後，第11空降師的任務改為佔領日本，8月12日被運往沖繩，停留了幾周，8月28日，它被命令前往橫濱的厚木海軍機場，負責保護周圍地區，疏散方圓4.2公里的日本軍民，最終佔領橫濱。後來第11空降師從橫濱移至日本北部，並在本州海岸和北海道島上建立了營區。第11空降師在日本的佔領任務一直持續到1949年5月返回美國本土。
到肯塔基州坎貝爾營後，第11空降師轉變成訓練性質的部隊，數個包含第511傘降步兵團在內的單位被關閉。韓戰爆發後，第187滑翔步兵團和第674空降野戰砲兵營從第11空降師脫離，另外組建成團級戰鬥隊參加韓戰。第11空降師僅在1950年9月至12月之間就處理和培訓了約13000名被召回的預備役人員。
1956年初，第11空降師於被派往德國參與陀螺儀行動，取代駐紮在奧格斯堡和慕尼黑的第5步兵師。第11步兵師於1958年7月1日在奧格斯堡解編，部分單位改組為第24步兵師。

### 空中突擊師
在1960年代初期，美國陸軍開始探索未來作戰的手段，其中一個想法是直升機突擊。為了測試這個可行性，第11空降師1963年2月1日重啟，並更名為第11空中突擊師（測試）。

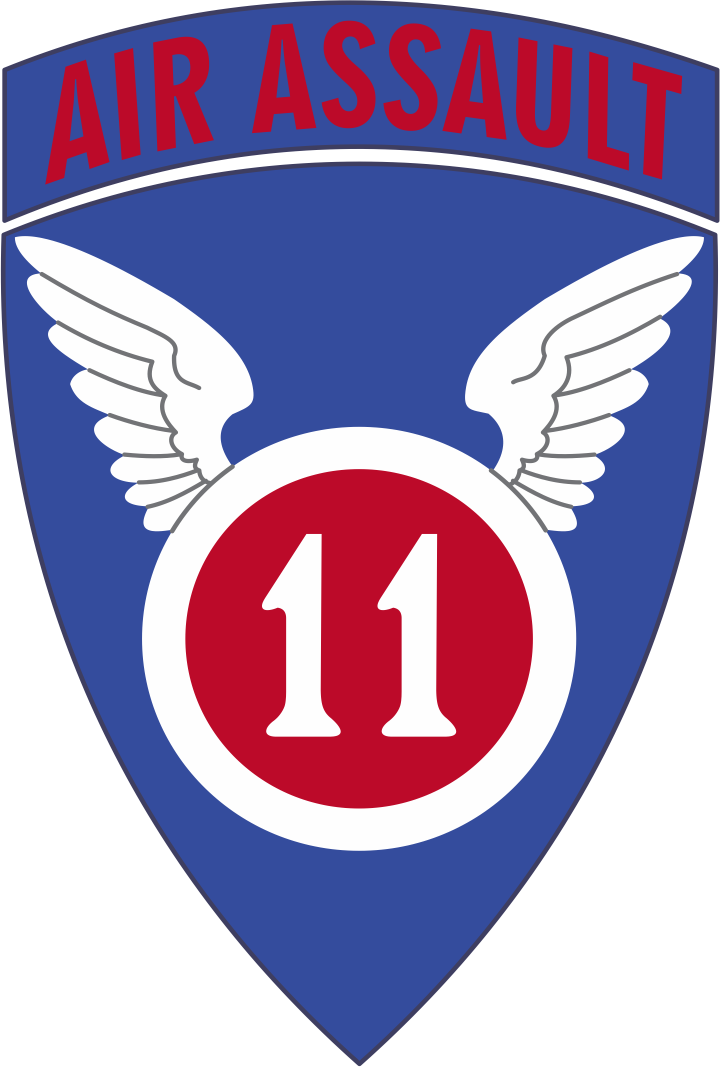
第11空中突擊師（測試）的臂章。

在接下來的兩年中，第11空中突擊師制定並完善了空中突擊戰術和所需的設備，直到在1965年6月29日解編。第1步兵師的標記和下屬單位名稱從韓國轉移到喬治亞州班寧堡，第11空中突擊師和第2步兵師合併改組為第1騎兵師（空中機動），留在韓國的第1騎兵師人員和裝備則易幟為第2步兵師。

### 書目
- Devlin, Gerard M. . 1979. ISBN 0-312-59652-9 （英语）.
- Flanagan, E. M. Jr. . 2002. ISBN 0-89141-688-9 （英语）.
- Harclerode, Peter. . 2005. ISBN 0-304-36730-3 （英语）.
- Tugwell, Maurice. . 1978. ISBN 0-7153-9204-2 （英语）.